# Abdullahi Jama Mohamed
Abdullahi Jama Mohamed (* 9. November 2001) ist ein somalischer Leichtathlet, der im Mittel- und Langstreckenlauf an den Start geht.

## Sportliche Laufbahn
Erste Erfahrungen bei internationalen Meisterschaften sammelte Abdullahi Jama Mohamed im Jahr 2019, als er bei den Afrikaspielen in Rabat in 3:41,49 min den neunten Platz im 1500-Meter-Lauf belegte. Anschließend startete er dank einer Wildcard über diese Distanz bei den Weltmeisterschaften in Doha und schied dort mit 3:40,84 min im Vorlauf aus. 2022 belegte er bei den Afrikameisterschaften in Port Louis in 13:56,54 min den siebten Platz im 5000-Meter-Lauf und verpasste über 1500 Meter mit 3:50,61 min den Finaleinzug. Anschließend gelangte er bei den Islamic Solidarity Games in Konya mit 4:05,59 min auf den zehnten Platz über 1500 Meter und kam über 5000 Meter nicht ins Ziel. 2024 gewann er bei den Afrikaspielen in Accra in 13:38,64 min die Silbermedaille über 5000 Meter hinter dem Äthiopier Hagos Gebrhiwet.

## Persönliche Bestzeiten
- 1500 Meter: 3:39,97 min, 29. August 2019 in Rabat
- 5000 Meter: 13:38,64 min, 22. März 2024 in Accra